# Czerlańskie Przedmieście
Czerlańskie Przedmieście (ukr. Черлянське Передмістя) – wieś na Ukrainie w rejonie lwowskim (wcześniej w rejonie gródeckim) należącym do obwodu lwowskiego.